# L'Année philologique
L'Année philologique (abbreviato APh ; il titolo completo è L'Année philologique: bibliographie critique et analytique de l'Antiquité gréco-latine è una bibliografia annuale che riporta le pubblicazioni scientifiche relative alle civiltà della Grecia  e della Roma antiche, dalle origini all'inizio del Medioevo. Vi sono presi in considerazione tutti i campi di studio, dalla storia politica alle scienze e le tecniche, passando per la letteratura, la linguistica, l'archeologia, la religione, il diritto o ancora la filosofia. Fondata nel 1926 dal latinista Jules Marouzeau, a partire dal primo gennaio 2015 la redazione francese ha la sua sede all'Université Lille III.
Proprietà della Société internationale de bibliografie classique (SIBC), un'associazione non a scopo di lucro, L'Année philologique si presenta sotto forma di volumi stampati la cui diffusione è assicurata dalla casa editrice Les Belles Lettres.

## Contenuto
L'Année philologique è pubblicato ogni anno all'inizio dell'autunno. A causa del tempo necessario per trattare le nuove pubblicazioni, non prende in considerazione quelle che non sono state pubblicate da almeno due anni. Dalla creazione della banca dati « L'Année philologique sur Internet», il contenuto di ogni nuovo tomo è integrato alla banca dati on line appena prima della pubblicazione del volume a stampa.
Questa bibliografia recensisce monografie e gli articoli apparsi nei periodici e le raccolte. Le monografie sono menzionate con alcune informazioni sui loro contenuti tanto che gli articoli sono abitualmente corredati da un breve riassunto redatto in tedesco,in inglese, in spagnolo, in francese o in italiano. Nella rivista non sono presenti giudizi autorevoli sulle pubblicazioni che segnala.
L'Année philologique non è esaustiva in quanto non prende in considerazione pubblicazioni puramente scolastiche o opere di semplice divulgazione.
Durante la sua storia, L'Année philologique si è distinta in tre occasioni in quanto l'Académie des inscriptions et belles-lettres ha assegnato ai suoi successivi direttori, J. Marouzeau, J. Ernst e P.-P. Corsetti il premio Brunet.

## Storia

### Gli inizi
Il piano di classificazione originale ha subito diverse modifiche nel 1997. Marouzeau aveva iniziato a pubblicare nel 1927 i due volumi di un'importante bibliografia retrospettiva, Dix années de bibliographie classique (1914-1924). Il tomo I de L'Année philologique (che copre gli anni 1924-1926) compare nel 1928 e rimpiazza Dix années de bibliographie classique. Marouzeau è il primo direttore della rivista. La versione cui si fa riferimento è quella rielaborata seguita dal tomo 67 (1996), apparso nel 1999. È stata pubblicata fino a una data molto recente con la collaborazione del CNRS e più centri di ricerca stranieri. L'editore CNRS essendosi ritirato dal progetto nel 2013-2014, a partire dal primo gennaio 2015, la redazione francese ha la sua sede all'Université Lille III.

### Creazione delle sedi estere
La prima sede è quella americana, fondata nel 1965 a Chapel Hill N.C. Nel 1972 nasce quella tedesca a Heidelberg, in Germania Ovest. Qualche anno dopo nel 1977-1978 è stata creata una sede svizzera a Losanna. Nel 1995 è istituita a Genova una sede che prende in analisi l'abbondante produzione italiana. Infine, nel 2000, è inaugurata a Granada una sede spagnola.

### Centro italiano dell'Année philologique
Il Centro italiano dell'Année philologique è la sezione italiana de L'Année philologique. Il centro ha la sua sede principale all'Università degli Studi di Genova, dove è stato diretto, fin dai suoi esordi, dal professore Franco Montanari. Vi lavorano una quindicina di collaboratori, alcuni dei quali fanno capo ad altre sedi distaccate.

### Informatizzazione della rivista
Durante gli anni '80 molti volumi (precisamente dal tomo 1 al 44) sono stati resi disponibili in microfilm. A partire dal 1989 inizia un progetto di informatizzazione su CD-ROM, la Database of Classical Bibliography (DCB), pubblicato in due versioni nel 1995 e nel 1997.
Nel 1994 con l'iniziativa del nuovo direttore, Pierre-Paul Corsetti, assistito dal vicedirettore Éric Rebillard e da Richard Goulet, è stata creata AnPhil, una banca dati relazionale che è alla base della messa on line di tutto L'Année philologique. La banca dati è accessibile mediante un abbonamento a pagamento aperto sia alle istituzioni (università, biblioteche, centri di ricerca, etc.) che ai privati.
Dal 2018 la rivista e la versione on-line sono curate dall'editore Brepols.